# Граб (Трново, Источно Сарајево)
Граб је насељено мјесто у општини Трново, Република Српска, БиХ. Према попису становништва из 2013. године, ово насеље је без становника.

## Становништво
Према попису становништва из 1991. године, мјесто је имало 7 становника.